# Jay Ziskrout
Jay Ziskrout, född 8 september 1962, är en amerikansk musiker. Han var Bad Religions första trummis. Han spelade på ungefär hälften av låtarna på bandets debutalbum How Could Hell Be Any Worse? och sägs ha slutat eftersom resten av bandet inte lyssnade på honom längre. Detta ska ha hänt mitt under en inspelning. Pete Finestone ersatte honom på trummor för att slutföra albumet.
Sedan detta har han spelat i ett antal band och är idag VD för Sonicvista.